# Guttet-Feschel
Guttet-Feschel (walsertyska: Gùtett-Feschìl) är en kommun i distriktet Leuk i kantonen Valais, Schweiz. Kommunen bildades den 1 oktober 2000 genom sammanslagningen av kommunerna Feschel och Guttet. Guttet-Feschel har 440 invånare (2023).